# 恩塞島 (外赫布里底群島)

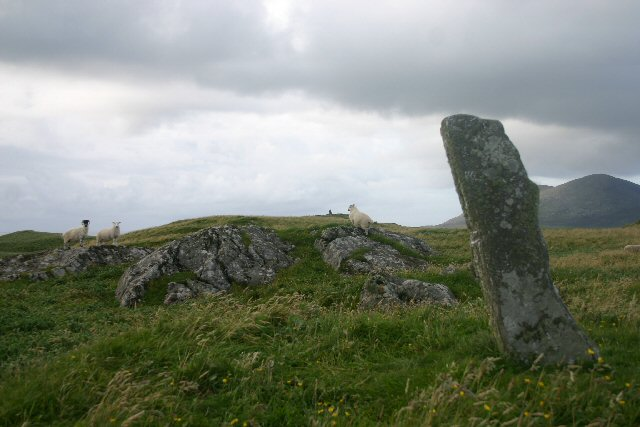

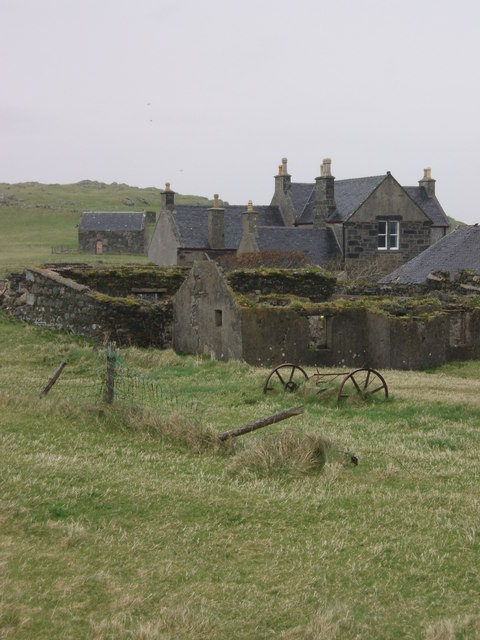

恩塞島（英語：Ensay）是蘇格蘭的島嶼，位於哈里斯島和伯納雷島之間的大西洋海域，屬於外赫布里底群島的一部分，面積1.86平方公里，最高點海拔高度49米，島上無人居住。
57°46′N 7°5′W / 57.767°N 7.083°W